# Fool's Mate
Fool's Mate es el disco debut en solitario del músico Peter Hammill. El nombre hace referencia tanto al ajedrez como al tarot. Fue grabado en abril de 1971 en los Estudios Trident por John Anthony, quien fuera productor de los primeros discos de Van Der Graaf Generator y Genesis, entre otros. El álbum cuenta con la participación de miembros de Van Der Graaf Generator, Lindisfarne y Robert Fripp.

## Créditos y personal
- John Anthony – Productor, coros
- Hugh Banton – órgano, piano, teclados, coros
- Rod Clements – bajo, violín
- Guy Evans – batería, percusión, coros
- Robert Fripp – guitarra eléctrica
- Peter Hammill – guitarra acústica y eléctrica, piano, teclados, voces
- David Jackson – saxofón
- Ray Jackson – armónica, mandolina, arpa, coros
- Nic Potter – bajo
- Martin Pottinger – batería
- Paul Whitehead – batería

Técnicos
- Robin Cable – ingeniero
- Paul Whitehead – artwork
- Sebastian Rich – fotografía